# Wolodymyr Naumenko

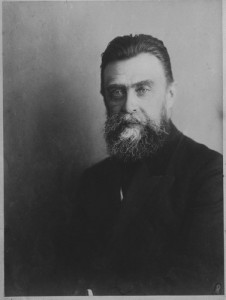
Wolodymyr Naumenko um 1900

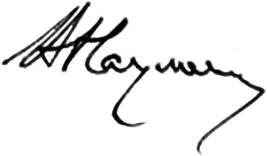
Signatur von W. Naumenko

Wolodymyr Pawlowytsch Naumenko (ukrainisch Володимир Павлович Науменко, russisch Владимир Павлович Науменко Wladimir Pawlowitsch Naumenko; * 7. Julijul. / 19. Juli 1852greg. in Nowhorod-Siwerskyj, Gouvernement Tschernigow, Russisches Kaiserreich; † 8. Juli 1919 in Kiew, Ukrainische SSR) war ein ukrainischer Pädagoge, Lexikograf, Linguist, Musikwissenschaftler, Journalist, Philologe und Bildungsminister des Ukrainischen Staates.

## Leben
Wolodymyr Naumenko kam als Sohn einer alten Kosakenfamilie der Provinz Poltawa in der Stadt Nowhorod-Siwerskyj in der heute ukrainischen Oblast Tschernihiw, wo sein Vater Direktor des Gymnasiums war, zur Welt.
Er absolvierte 1873 die Fakultät für Geschichtswissenschaft und Philologie der St.-Wladimir-Universität in Kiew. Nach seinem Studium unterrichtete er bis 1903 an mehreren Gymnasien in Kiew und zwischen 1905 und 1914 war er in Kiew Direktor eines von ihm gegründeten Gymnasiums. Von 1893 bis 1906 war er der Herausgeber der Zeitschrift Kiewer Antike.
Naumenko war in der ukrainischen Nationalbewegung engagiert und seit den frühen 1870er Jahren Mitglied der Hromada (Стара громада), wo er 1875 Schatzmeister wurde und den Kontakt zu dem in Genf lebenden Mychajlo Drahomanow aufrechterhielt.
In den Jahren 1914 bis 1917 war er Präsident der in Kiew ansässigen Ukrainischen wissenschaftlichen Gesellschaft (Українське наукове товариство) und leitete nach der Februarrevolution von 1917, bis zur Ankunft von Mychajlo Hruschewskyj, die neu geschaffene Zentralna Rada in Kiew. Er war im Dezember 1917, nachdem er die Kadettenpartei verlassen hatte, einer der Gründer der konservativen ukrainischen Föderativen Demokratischen Partei und im November/Dezember 1918 amtierte er als letzter Bildungsminister des Ukrainischen Staates unter Pawlo Skoropadskyj. Nach dessen Absetzung sammelte er, als Mitarbeiter der im November 1918 gegründeten Ukrainischen Akademie der Wissenschaften,  Material zur Geschichte der ukrainischen Literatur des 19. Jahrhunderts.
Am 7. Juli 1919 wurde Naumenko um Mitternacht von der Tscheka in seiner Kiewer Wohnung verhaftet, am Nachmittag des 8. Juli 1919 zum Tode durch Erschießen verurteilt und am selben Tag von den Bolschewiki hingerichtet. Er wurde wahrscheinlich in einem Massengrab des Lukjaniwska-Friedhofs beerdigt. Am 13. Dezember 1991 wurde Naumenko rehabilitiert.

## Familie
Wolodymyr Naumenko heiratete am 18. Oktober 1874 die 18-jährige Wera Nykolaewna Schulhyna, eine Tante von Oleksandr Schulhyn, mit der er 45 Jahre zusammenlebte und zwei Söhne hatte.

## Werk (Auswahl)
Naumenko verfasste über 90 Artikel zur ukrainischen Geschichte, Ethnographie, Literatur, Bildung, und Autoren Zudem entdeckte Naumenko eine von Sorian Dolenga-Chodakowski (Зориан Доленга-Ходаковский) zusammengestellte Volksliedernsammlung.
- Происхождение думы о Самойле Кишке, Kiewer Antike, 1883
- Хронографы южно-русских редакций, 1885
- Науменко И. Костомаров, как этнограф, Kiewer Antike, 1885
- Новелла Боккаччо в южно-русском пересказе, 1885
- К литературной истории вирш, 1888
- Обзор фонетических особенностей малорусской речи, Kiew 1889
- zwei Artikel zu Hryhorij Kwitka-Osnowjanenko, Kiewer Antike, 1893
- Слово о Полку Игореве, как памятник дружинной поэзии, 1895

## Ehrungen
Naumenko erhielt zahlreiche Orden und Ehrungen. Darunter:
- 1879 Sankt-Stanislaus-Orden 3. Klasse
- 1883 Sankt-Anna-Orden 4. Klasse
- 1886 Erhebung zum Staatsrat
- 1886 Sankt-Stanislaus-Orden 2. Klasse
- 1893 Sankt-Anna-Orden 2. Klasse
- 1897 Orden des Heiligen Wladimir 4. Klasse
- 1898 Ehrentitel Verdienter Lehrer